# Walter Gerhäuser
Walter Gerhäuser (* 30. Juli 1900 in Altengronau; † 25. Oktober 1993 in Bad Brückenau) war ein deutscher Ingenieur und Marmorfabrikant.

## Leben
Walter Gerhäuser studierte an der Technischen Hochschule Berlin-Charlottenburg Maschinenbau und schloss sich im Wintersemester 1920/1921 dem Corps Saxonia-Berlin an. Nach Abschluss des Studiums als Diplom-Ingenieur trat er etwa 1925 in das väterliche Unternehmen, die Gerhäuser Marmorwerke in Altengronau, ein, dessen Leitung er später übernahm. Das Unternehmen besaß auch Beteiligungen an Steinbrüchen für Lahnmarmor. Unter der Leitung von Walter Gerhäuser erwarb das Unternehmen 1956 die Mehrheitsanteile und 1964 alle Geschäftsanteile der Kölner Marmorwerke.
Nach seinem Rückzug aus der Geschäftsführung, die er seinem Sohn Dr. Christian Gerhäuser anvertraute, fasste er seine beruflichen Erfahrungen der Bearbeitung von Gesteinen aus fünf Jahrzehnten in der Schrift Beitrag zu den Bearbeitungsmöglichkeiten unterschiedlicher Gesteinsarten mit Diamantdisken verschiedener Zusammensetzungen zusammen. Mit dieser Schrift wurde er im Jahre 1974 vom Fachbereich für Maschinenwesen der Technischen Universität München zum Doktor-Ingenieur promoviert, womit er einer der ältesten Doktoranden Deutschlands gewesen ist. Im Zuge dieser Studien entwickelte er mit der Fa. Carl Meyer Marktredwitz eine Bandsäge zum Schneiden von Granit. Eine Besonderheit an dieser Entwicklung war der Wackeltisch.
Walter Gerhäuser war lange Jahre Vorstand und Präsident des Deutschen und auch des Europäischen Naturstein-Fachverbandes. Zusammen mit Hellmut Metzing gehörte er zu den führenden Persönlichkeiten der Natursteinwirtschaft Deutschlands des 20. Jahrhunderts. Er war Vater von fünf Kindern.

## Auszeichnungen
Walter Gerhäuser war Träger des Verdienstkreuzes am Bande des Verdienstordens der Bundesrepublik Deutschland. Die Auszeichnung wurde ihm 1990 an seinem 90. Geburtstag in Würdigung seines Lebenswerkes durch Barbara Stamm überreicht.
Mit Ausscheiden aus der aktiven Verbandsarbeit als 1. Vorsitzender und später Präsident des Deutschen Naturwerkstein Verbandes (DNV) 1970 wurde er zum Ehrenpräsidenten des DNV ernannt.